# Ercole da Camino
Ercole da Camino (XIV secolo – 1422) è stato un nobile italiano, conte di Ceneda e Valmareno.

## Biografia
Figlio di Gherardo VII da Camino ed Elisabetta da Lorenzaga, nacque in un momento di decadenza ormai irreversibile per il suo casato, le cui ultime scelte politiche gli avevano ormai alienato definitivamente le simpatie della Repubblica di Venezia.
Ercole cercò di ricucire lo strappo con Venezia e, per questo, il Senato Veneto lo fece conte di Valmareno all'inizio del XV secolo.
In occasione della guerra tra Repubblica di Venezia e Regno d'Ungheria (1411) i cugini di Ercole si schierarono con questi ultimi, sperando che l'invasore avrebbe ripristinato gli antichi privilegi feudali della famiglia.
A seguito della sconfitta ungherese nel 1420, Gherardo VIII da Camino, cugino di Ercole, fu punito con l'intero esproprio dei propri beni; a Ercole fu concesso di mantenere la contea di Valmareno costringendolo tuttavia a nominare la Repubblica come sua unica erede universale, non avendo avuto figli.

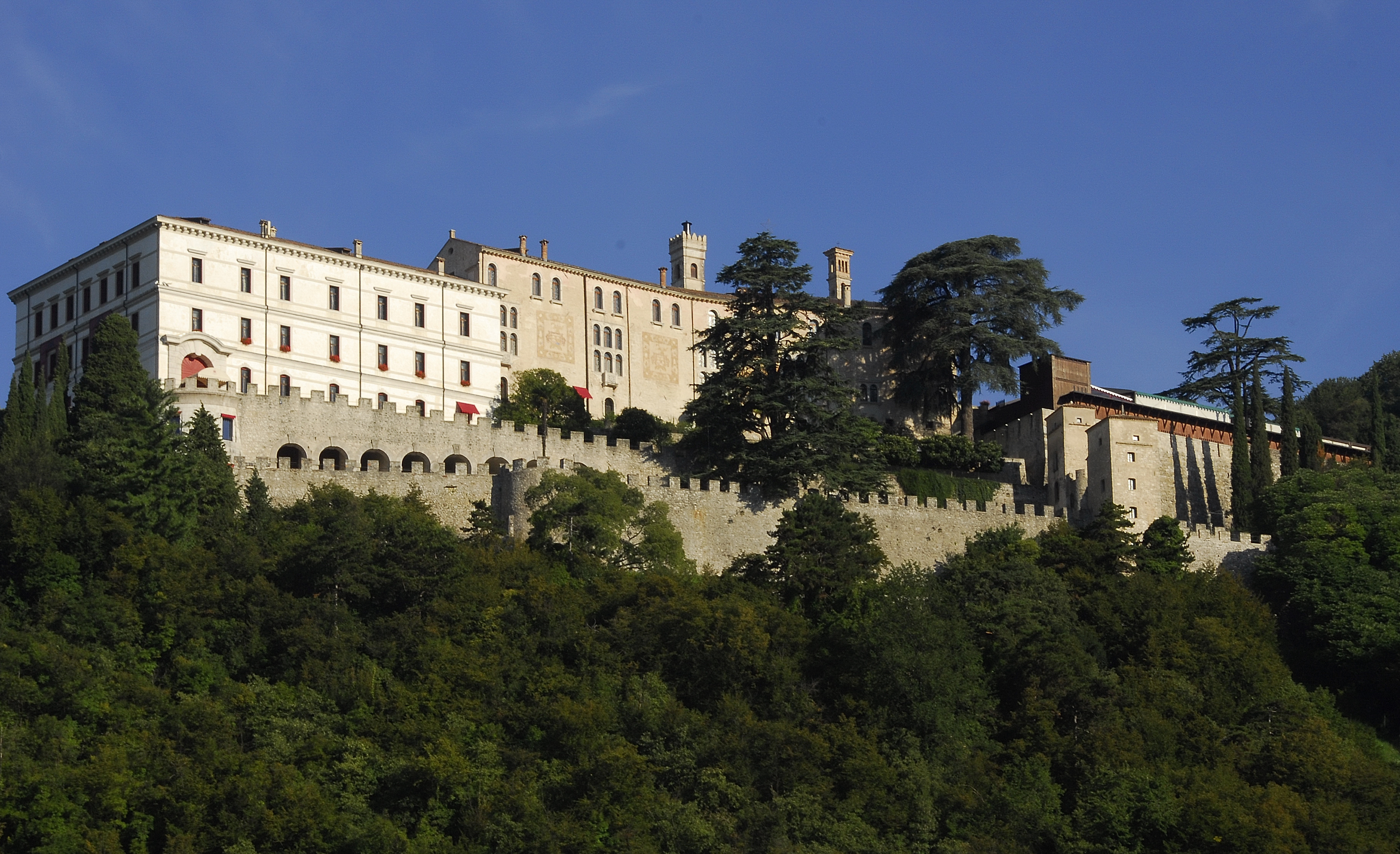
Castello di Cison

Quello del castello di Cison e delle sue pertinenze fu quindi l'ultimo territorio su cui la famiglia poté governare: alla morte di Ercole, avvenuta nel 1422, la famiglia sopravvisse grazie ai discendenti di Gherardo VIII, ma da allora non ebbe più alcun ruolo rilevante nelle vicende politiche italiane.
Il fatto che il nome di battesimo di Ercole non appartenesse alla tradizione di famiglia, ha fatto sorgere l'ipotesi che egli fosse un figlio naturale di Gherardo VII e che quindi l'ultimo ramo rilevante della famiglia si fosse già estinto in precedenza.